# Albert-Einstein-Volkshochschule

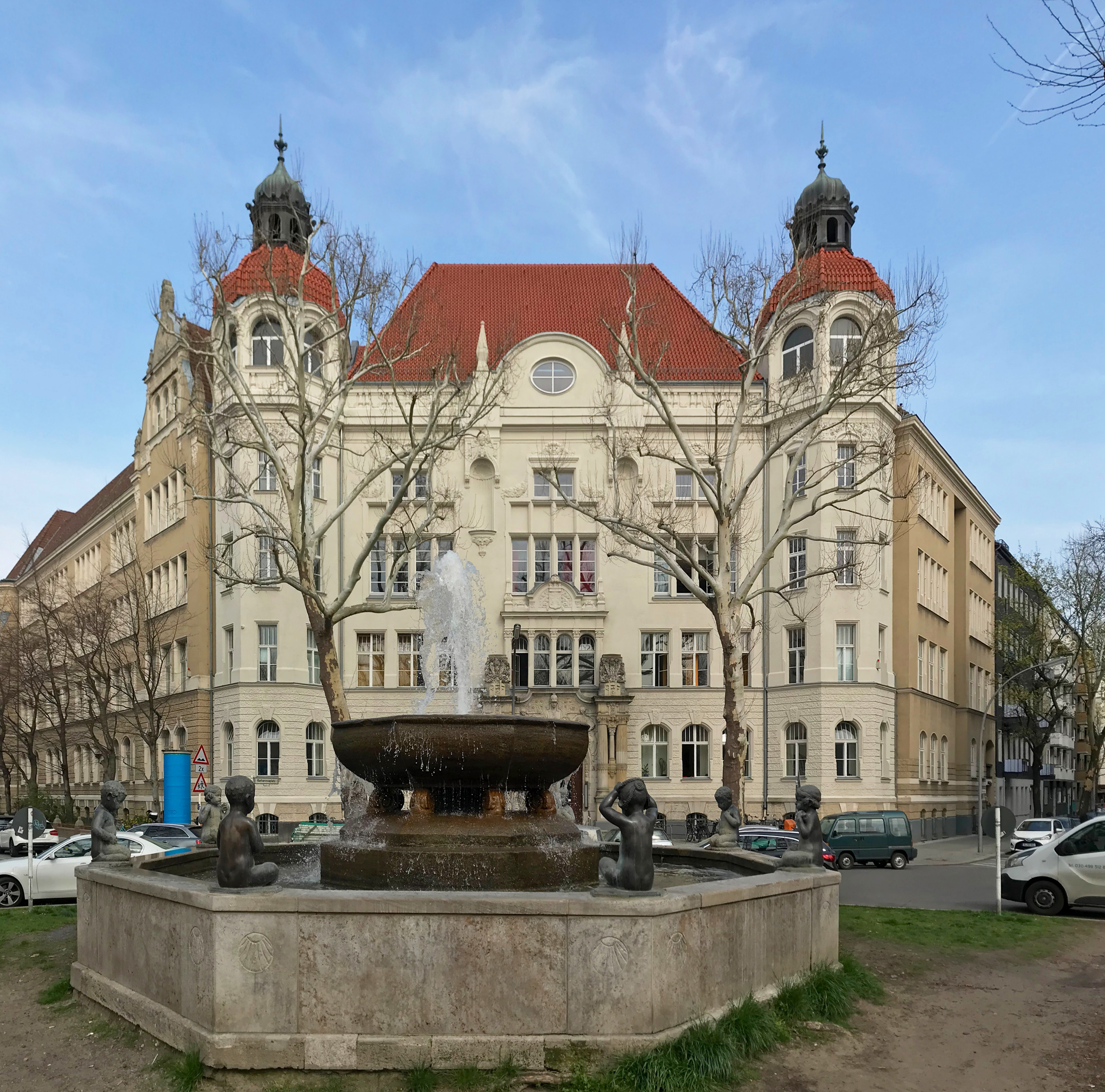
Albert-Einstein-Volkshochschule am Barbarossaplatz

Die Albert-Einstein-Volkshochschule ist als Volkshochschule (VHS) eine Einrichtung der Erwachsenenbildung des Bezirksamts Tempelhof-Schöneberg von Berlin.

## Aufgabe und Bildungsangebot
Nach dem Berliner Erwachsenenbildungsgesetz ist die Erwachsenenbildung ein eigenständiger und gleichbedeutsamer Teil des Bildungswesens. Sie sichert im Sinne eines lebenslangen Lernens die Fortsetzung und Ergänzung des Bildungswegs bis in alle Lebensphasen des Erwachsenenalters. Gesetzliche Aufgabe der Volkshochschule ist die Grundversorgung der Erwachsenenbildung für den Bezirk Tempelhof-Schöneberg mit mehr als 350.000 Einwohnern. Hierzu stellt sie ein Bildungsangebot zur Verfügung, um Kenntnisse, Fertigkeiten und Fähigkeiten zu erhalten, zu ergänzen, zu vertiefen und neu zu erwerben.
Wie alle Volkshochschulen steht die Albert-Einstein-Volkshochschule für das Recht auf lebenslanges Lernen. Sie ist demokratischen Werten verpflichtet, politisch und weltanschaulich unabhängig. Sie steht für Offenheit und Respekt und bietet Lern- und Begegnungsorte zur Förderung der gelebten Diversität in Berlin.

## Geschichte
Flächendeckende bezirkliche Volkshochschulen in Berlin gibt es erst seit 1945, sie wurden aufgebaut als Teil des Erziehungswesens, dessen Bildungsziel von keiner anderen Institution in dieser Form wahrgenommen wurde.
Im Bezirk Schöneberg wurde die Volkshochschule Anfang Oktober 1945 eröffnet. Es gab mehrere Unterrichtsorte, vor allem in Schulen zur Nachnutzung und im Rathaus Schöneberg. Die VHS hatte damals 61 Lehrkräfte, die im Vorlesungsverzeichnis namentlich mit Beruf und Wohnadresse aufgeführt sind.
Zum Datum der Gründung einer bezirklichen VHS in Tempelhof nach dem Zweiten Weltkrieg gibt es keine Informationen. Nach dem Vorlesungsverzeichnis von 1946 gab es in Tempelhof drei Volkshochschulschwerpunkte, eine Hauptstelle im Rathaus Tempelhof und je eine Zweigstelle in Lichtenrade und in Neu-Tempelhof. Die VHS in Tempelhof wurde 1946 von der Kunsthistorikerin Eva-Maria Kames geleitet, die auch selbst Kurse gab. Die Zweigstelle in Lichtenrade wurde geleitet von Theodor Feigel, Oberstudiendirektor, auch er unterrichtete in der VHS.
Mit der Bezirksfusion wurde die Theodor-Heuss-Volkshochschule aus Tempelhof, damals unter Leitung von Karl-Peter Kesselring, mit der Volkshochschule Schöneberg 2001, unter Leitung von Manfred Meisner (1969–2002) fusioniert. Seitdem ist der Hauptsitz der Volkshochschule Tempelhof-Schöneberg am Barbarossaplatz.

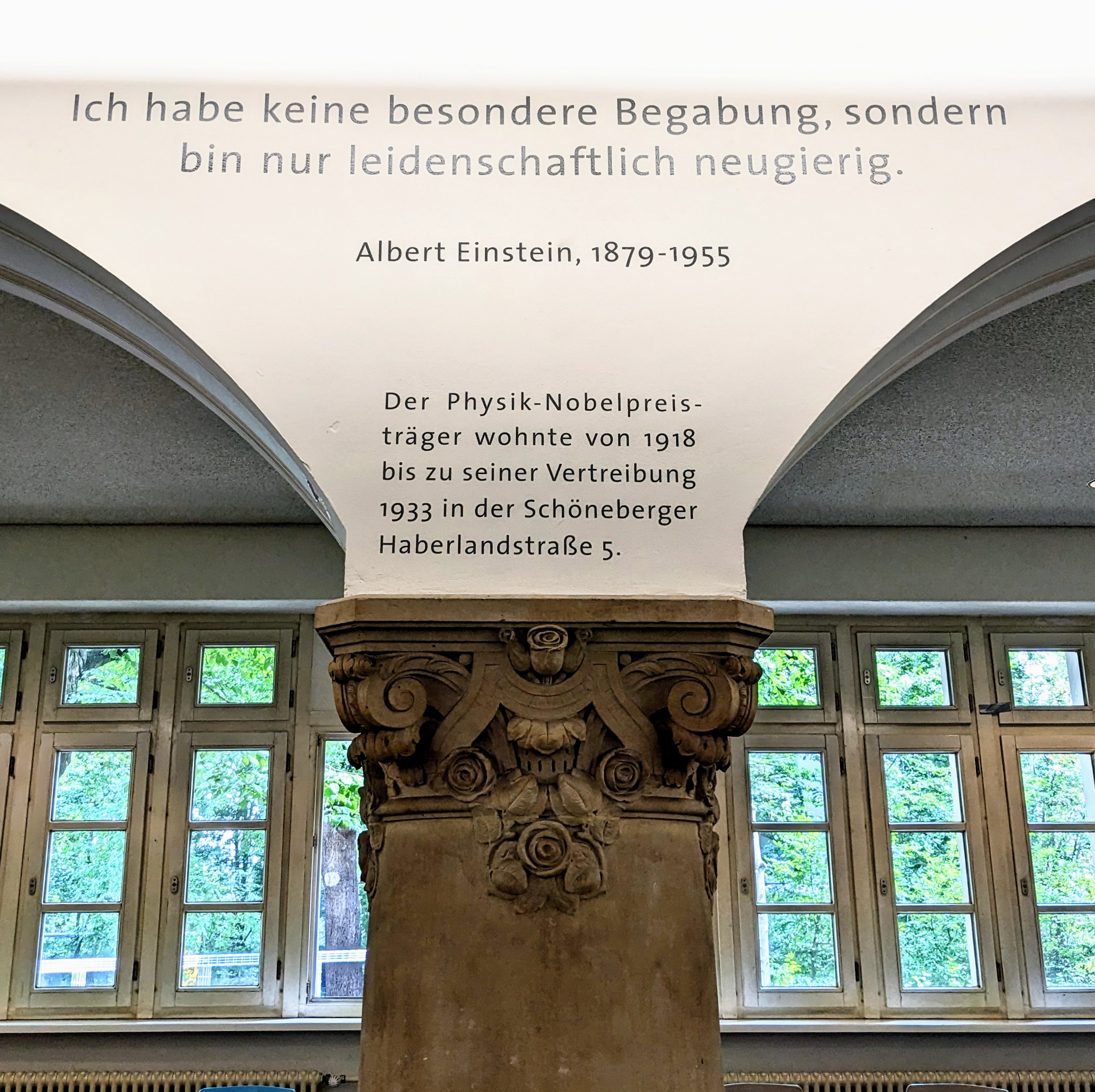
Foyer des vhs-Gebäudes am Barbarossaplatz

Im Mai 2007 wurde die Volkshochschule nach Albert Einstein (1879–1955) offiziell umbenannt. Der Physik-Nobelpreisträger wohnte in der Nähe im Bayerischen Viertel und heute findet sich im Foyer der Volkshochschule das treffende Zitat zum lebenslangen Lernen: „Ich habe keine besondere Begabung, sondern bin nur leidenschaftliche neugierig“.
Jährlich besuchen etwa 20.000 Menschen in rund 2.500 Veranstaltungen in der allgemeinen, beruflichen, kulturellen und politischen Bildung die Albert-Einstein Volkshochschule Tempelhof-Schöneberg (Statistik 2022).
Inhaltlich sind die Programmangebote – analog zur deutschlandweiten VHS-Struktur – untergliedert in: Politik, Gesellschaft und Umwelt; Kultur und Gestalten; Gesundheit; Sprachen (von Arabisch bis Spanisch); Deutsch (Alphabetisierung, Integrationskurse, Geflüchtetenkurse, Mütter-Elternkurse, Berufssprachkurse, Kurse für Zweitschriftlernende, Kurse ab B2), Berufliche und digitale Bildung, sowie Grundbildung und Schulabschlüsse (Abitur und Mittlerer Schulabschluss).
Als Spezifikum bietet die Volkshochschule Tempelhof-Schöneberg Zertifikatskurse zum Nachweis der zweiten Fremdsprache in Arabisch, Türkisch, Polnisch und Russisch an.
Im Foyer in der 1. Etage („Einstein-Bögen“) sind regelmäßig politische und kulturelle Ausstellungen kostenfrei zu besichtigen.

## Gebäude

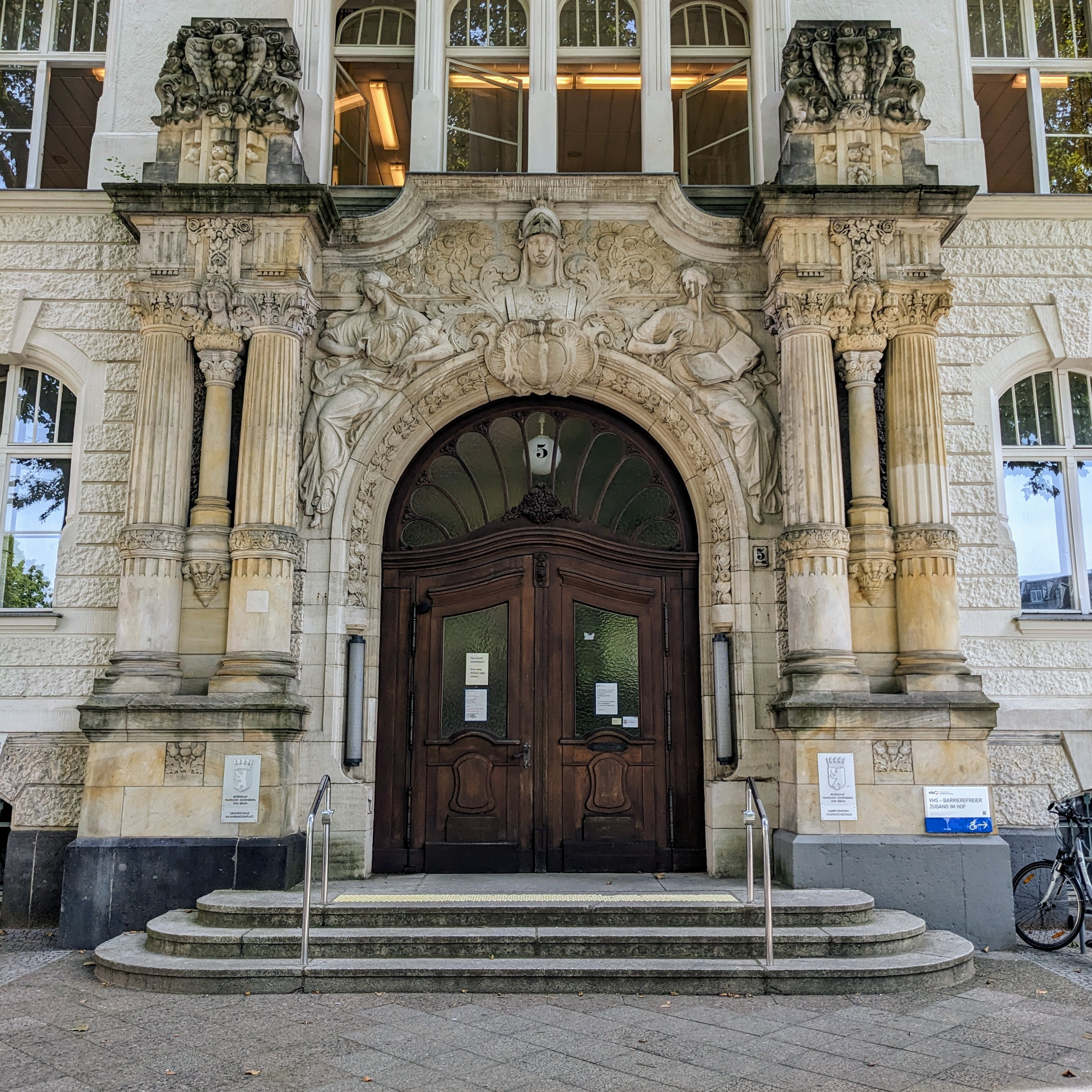
Portal des Hauses am Barbarossaplatz

Im Zuge des starken Bevölkerungswachstums in Berlin zur Jahrhundertwende bestand ein Bedarf nach höherer Bildung für Mädchen in Schöneberg. Die Schule am Barbarossaplatz wurde unter Leitung des Architekten und Baustadtrates Paul Egeling 1907 fertiggestellt und war das erste eigenständige Gebäude für höhere Mädchenbildung in Schöneberg. Über den Renaissance-Säulen am Eingangsportal thront in der Mitte Pallas Athene, die altgriechische Göttin der Weisheit, begleitet von Allegorien der Natur- und Geisteswissenschaften.
Das Lyzeum erhielt 1908 den Namen Chamisso-Schule. Sie wurde Ende der 1930er Jahre aufgrund der massiven nationalsozialistischen Verfolgungen und Deportationen von Jüdinnen und Juden aus dem Bayerischen Viertel aufgelöst. Während des Zweiten Weltkrieges fungierte das Gebäude als Lazarett. Die kriegsbeschädigte Schule wurde später als Infektionskrankenhaus bis 1975 genutzt. In das halb zerstörte Gebäude zogen anschließend vorübergehend die Volkshochschule Schöneberg und die Finkenkrug-Sonderschule ein. Der Wiederaufbau und Umbau des Gebäudes begann Ende 1986. Seit der Wiedereröffnung 1990 teilen sich die Volkshochschule und die inklusive Grundschule am Barbarossaplatz das Gebäude.

## Andere Standorte
Die Volkshochschule bietet im Bezirk Tempelhof-Schöneberg Lernmöglichkeiten an verschiedenen Orten im Bezirk. Hervorzuheben sind das VHS Kolleg in der Nürnberger Straße, wo Erwachsene das Abitur in drei bis dreieinhalb Jahren nachholen können. Im Campus Schöneberger Linse, der ehemaligen Teske-Schule befindet sich u. a. der Volkshochschul-Lehrgang für Migrantinnen und Migranten. In der Alten Mälzerei Lichtenrade, im Süden des Bezirkes, konnte in Form eines Public-Private-Partnership-Projekts ab 2021 die Türen für die neuen Räume der Volkshochschule geöffnet werden.